# Refrancore
Refrancore – miejscowość i gmina we Włoszech, w regionie Piemont, w prowincji Asti.
Według danych na styczeń 2009 gminę zamieszkiwało 1676 osób przy gęstości zaludnienia 127,5 os./1 km².